# 克勞斯·羅特
克勞斯·弗里德里希·羅特（德語：Klaus Friedrich Roth，1925年10月29日—2015年11月10日），英國數學家，以丟番圖逼近、大篩法，及分佈不規則性理論研究聞名。

## 生平
他生於普魯士的布雷斯勞（今波蘭境內），但在英國成長和受教育。1945年他在劍橋大學彼得學院畢業，1946年進倫敦大學學院，師從特奧多爾·埃斯特曼作研究。1958年他獲得菲爾茲獎。
1952年他證明了具有正密度的整數子集必定有無窮多長度為3的等差數列，是現稱為塞邁雷迪定理的第一個非平凡情形。1955年他在倫敦大學學院任講師時，作出了重要結果，稱為圖埃－西格爾－羅特定理。這定理令他得到菲爾茲獎。他在1961年擢升為倫敦大學學院教授，1966年轉往倫敦帝國學院，1988年退休。他以訪問教授身份，留在倫敦帝國學院至1996年。
他于2015年11月10日在印威内斯逝世，享年90岁。

## 外部連結
- 約翰·J·奧康納; 埃德蒙·F·羅伯遜, ,  （英语）
- 克勞斯·羅特在數學譜系計畫的資料。